# Porphyrinia nelvai
Porphyrinia nelvai är en fjärilsart som beskrevs av Rothschild 1920. Porphyrinia nelvai ingår i släktet Porphyrinia och familjen nattflyn. Inga underarter finns listade i Catalogue of Life.